# Ditassa itambensis
Ditassa itambensis är en oleanderväxtart som beskrevs av Rapini. Ditassa itambensis ingår i släktet Ditassa och familjen oleanderväxter. Inga underarter finns listade i Catalogue of Life.